# Ashur Ware

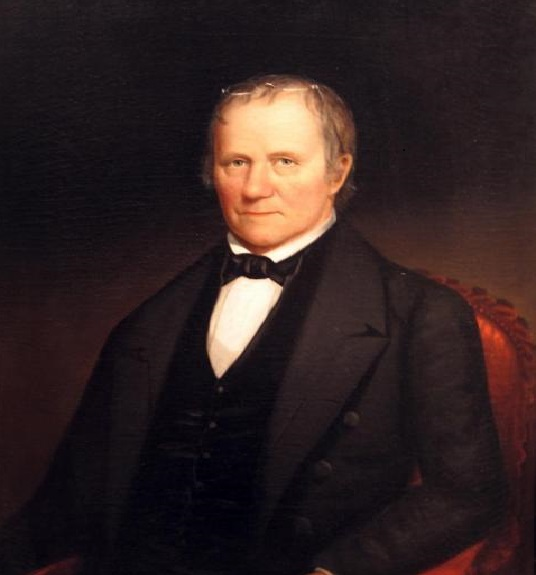
Ashur Ware, 1848

Ashur Ware (* 10. Februar 1782 in Sherborn, Massachusetts; † 10. September 1873 in Portland, Maine) war ein US-amerikanischer Jurist und Politiker, außerdem von 1820 bis 1821 der erste Secretary of State von Maine und später Bundesrichter.

## Leben
Ashur Ware wurde in Sherborn Massachusetts als Sohn von Joseph Ware und Grace Coolidge geboren. Er hatte zwei Brüder und zwei Schwestern. Ware machte seinen Abschluss im Jahr 1804 am Harvard College. Von 1810 bis 1811 arbeitete er als Tutor in Cambridge und als Professor für Griechisch bis 1815. Er studierte 1816 Rechtswissenschaften und erhielt seine Zulassung zum Anwalt.
Als Autor für den Boston Yankee in Boston war er von 1816 bis 1817 tätig, für den Eastern Argus in Portland war er von 1817 bis 1820 tätig. In Portland hatte er in dieser Zeit auch eine Anwaltskanzlei.
1820 wurde er zum Mitglied der Gesellschaft des Bowdoin Colleges gewählt, dies blieb er bis 1844. Im Jahr 1834 war er Präsident des Portland Athenaeum, einem Vorläufer der Portland Public Library und gehörte der Maine Historical Society an.
Von 1820 bis 1821 war er der erste Secretary of State of Maine. Am 15. Februar 1822 wurde er vom Präsidenten James Monroe für den vakanten Sitz von Albion Keith Parris im Maine Supreme Judicial Court nominiert. Diese Nominierung wurde am selben Tag vom Senat bestätigt. Er hatte diese Position bis 1866 inne.
Im Jahr 1839 heiratete er Sarah Morgridge. Sie hatten einen Sohn.
Ashur Ware starb am 10. September 1873 in Portland.